# Асанбаев, Абдувахаб
Абдувахаб Асанбаев — советский хозяйственный, государственный и политический деятель, Герой Социалистического Труда.

## Биография
Родился в 1927 году в Янги-Юльском районе Ташкентской области. Член КПСС.
С 1941 года — на хозяйственной, общественной и политической работе. В 1941—1987 гг. — колхозник, звеньевой колхоза имени Кагановича, бригадир колхоза «Шарк Юлдузи» Янги-Юльского района Ташкентской области.
Указом Президиума Верховного Совета СССР от 27 апреля 1948 года присвоено звание Героя Социалистического Труда с вручением ордена Ленина и золотой медали «Серп и Молот».
Умер после 1979 года.